# Reichertshausen (Au in der Hallertau)

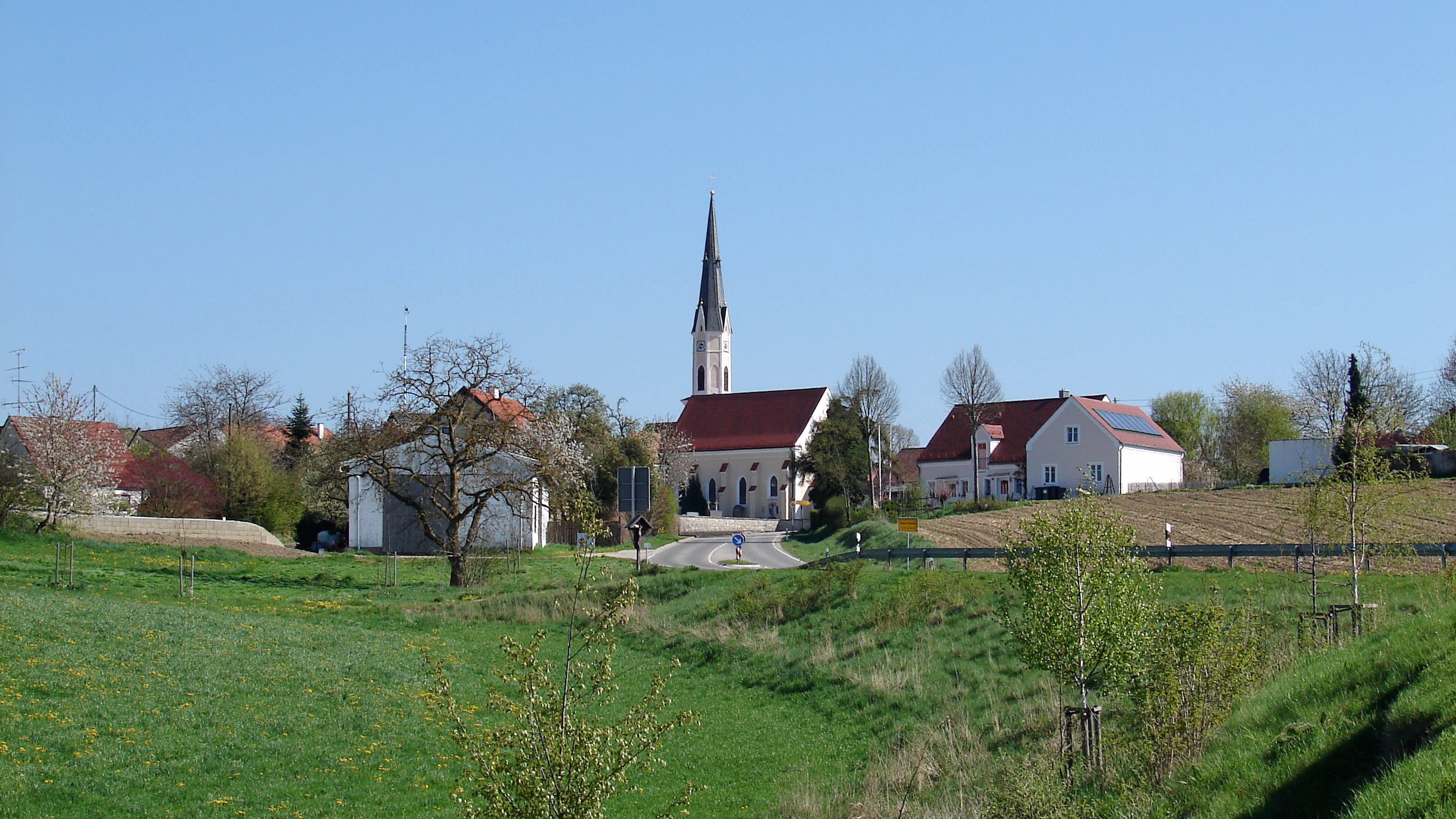
Reichertshausen, Ortsansicht von Norden

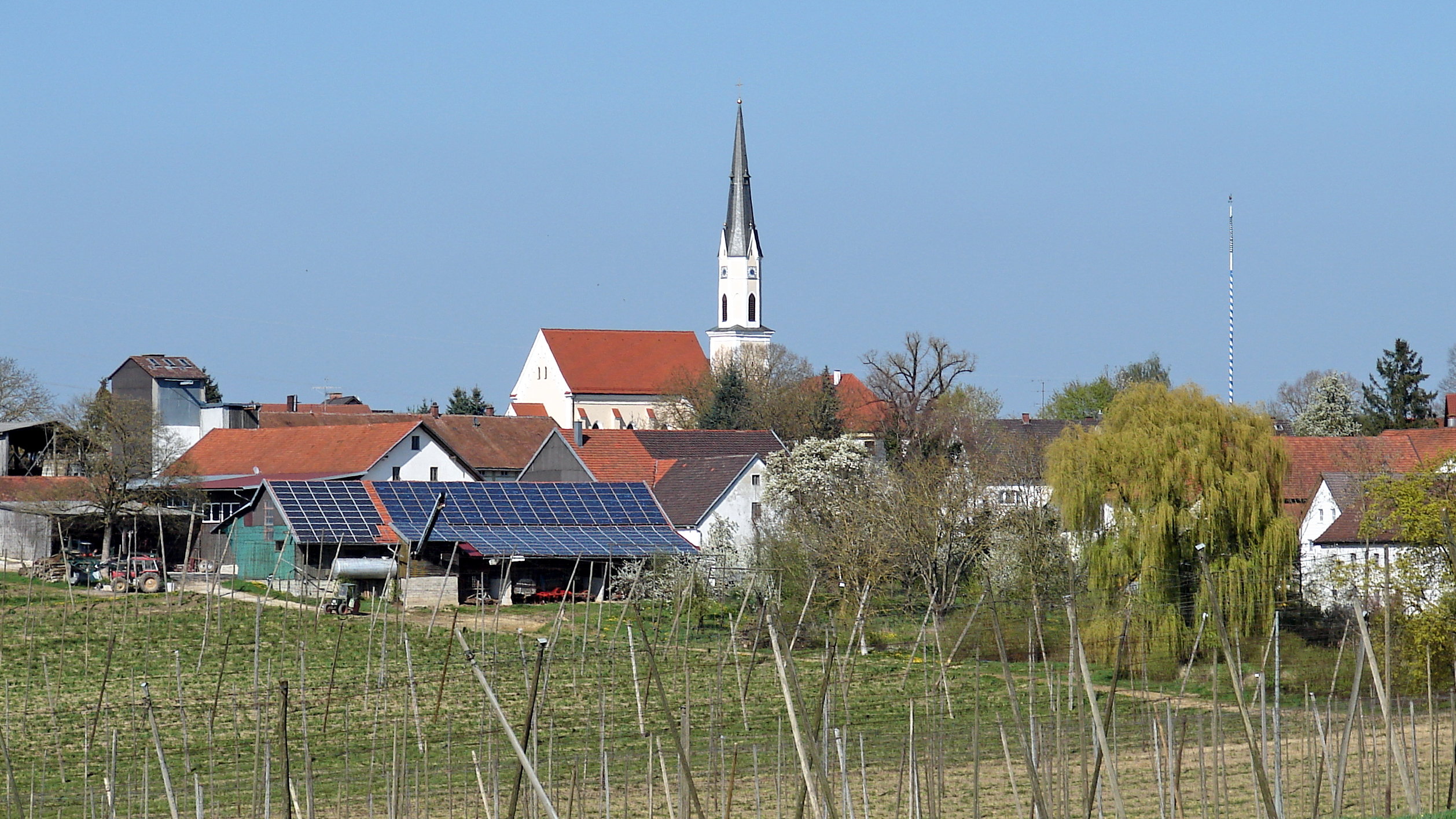
Reichertshausen, Ortsansicht von Süden

Reichertshausen ist ein Gemeindeteil des Marktes Au in der Hallertau, Landkreis Freising in Oberbayern.

## Geografie
Das Pfarrdorf im Landkreis Freising liegt auf dem Weg zwischen Freising und Au in der Hallertau. Durch die Ortsmitte führt die Bundesstraße 301.

## Geschichte
Als Richartshusun geht der Ort bis ins Jahr 779 in die Zeit des Agilofingerherzogs Tassilo III. zurück. Die Landgemeinde Reichertshausen wurde 1818 mit den bayerischen Gemeindeedikt begründet. Sie umfasste die Ortschaften Sindorf, Willertshausen, Hettenkirchen, Dobl und Mösbuch sowie die Einöde Holzmair. 1900 kam Kleingründling hinzu. 
Mit der Gebietsreform in Bayern wurde am 1. Juli 1972 der größere Teil der Gemeinde Reichertshausen nach Au in der Hallertau eingegliedert. Nur Hettenkirchen kam zur Gemeinde Attenkirchen und Kleingründling zum Markt Nandlstadt.

## Baudenkmäler
In Reichertshausen sind als Baudenkmäler ausgewiesen:
- die katholische Pfarrkirche St. Stephan; ihr Chor ist spätgotisch und stammt aus der 2. Hälfte des 15. Jahrhunderts; das Langhaus wurde 1852/54 errichtet und 1911 erweitert und gewölbt; das Turmobergeschoss stammt aus dem Jahr 1901
- der ehemalige Pfarrhof, ein barocker Walmdachbau aus dem Jahr 1726 (Hauptstraße 5)
- ein Gasthaus, ein Walmdachbau vom Anfang des 19. Jahrhunderts (Hauptstraße 7)
- eine Mariensäule mit der Jahreszahl 1874 (an der Hauptstraße neben der katholischen Pfarrkirche)